# جاده‌ای به سپیده‌دم
جاده‌ای به سپیده‌دم (انگلیسی: Road to Dawn) یک فیلم است که در سال ۲۰۰۷ منتشر شد. از بازیگران آن می‌توان به وینستون چائو اشاره کرد.